# Ana Augusta de Castilho

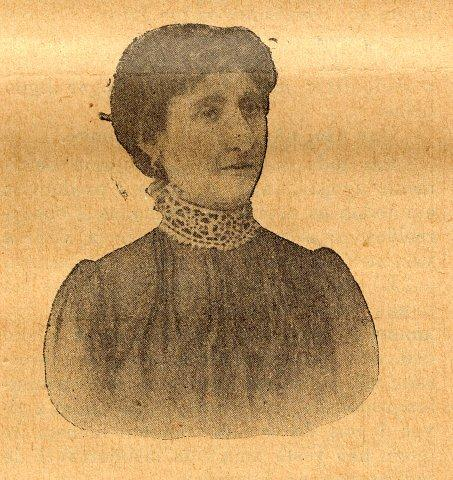
Ana Augusta de Castilho, um 1900

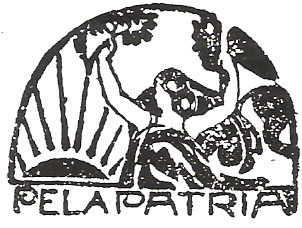
Emblem der Comissão Feminina Pela Pátria, 1914

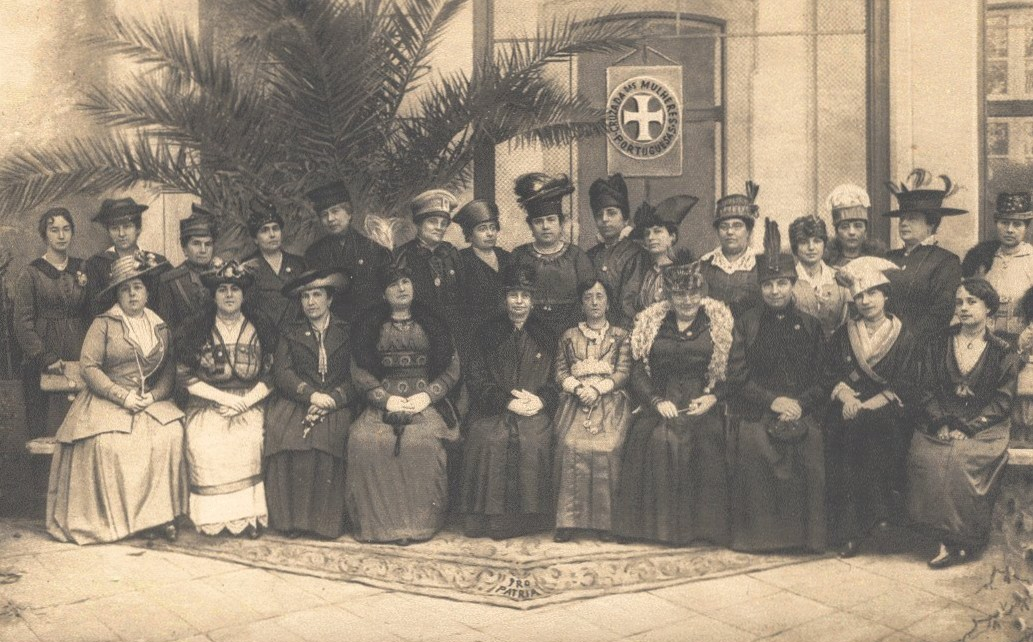
Mitglieder des Cruzada das Mulheres Portuguesas, 1916

Ana Augusta de Castilho (* 16. März 1860 oder 1866 in Sé, Angra do Heroísmo, Ilha Terceira, Azoren; † 1. Dezember 1916 in São Jorge de Arroios, Lissabon) war eine portugiesische Lehrerin, Schriftstellerin, Frauenrechtlerin und republikanische Aktivistin.
Sie war eine Pionierin bei der Einforderung von Frauenrechten. Sie war Mitglied verschiedener feministischer Bewegungen und Vereinigungen, wie der Liga Republicana das Mulheres Portuguesas, der Grupo das Treze, der Associação de Propaganda Feminista und des Cruzada das Mulheres Portuguesas. Sie war auch eine der Gründerinnen der Comissão Feminina Pela Pátria, die gegründet wurde, um Spenden für die portugiesischen Soldaten zu sammeln, die während des Ersten Weltkriegs mobilisiert wurden.

## Leben
Über die Kindheit und Jugend von De Castilho ist nur wenig bekannt. Sie hatte eine Schwester namens Maria Augusta Castilho Dias hatte und wurde nach dem Tod ihres Mannes João Maria de Castilho, einem ebenfalls auf den Azoren geborenen Musiklehrer, sehr früh Witwe.
Mit Beginn der Ersten Portugiesischen Republik im Jahr 1910 zog sie Penha de França, Lissabon, wo sie als Lehrerin arbeitete. Sie schloss sich der Grupo das Treze an, symbolisch von dreizehn Frauen gegründet, die Unwissenheit und Aberglauben, religiösen Dogmatismus und Konservatismus bekämpfen wollten, die die portugiesische Gesellschaft prägten und die Emanzipation der Frauen und den menschlichen Fortschritt verhinderten. Dies gab ihr die Möglichkeit, mit einigen der wichtigsten Persönlichkeiten des republikanischen und feministischen Aktivismus in der portugiesischen Gesellschaft jener Zeit in Kontakt zu treten. Zu diesen Persönlichkeiten gehörten Adelaide Cabete, Carolina Beatriz Ângelo, Ana de Castro Osório und Maria Veleda, die sie in die Liga Republicana das Mulheres Portuguesas und den Kampf für das Frauenwahlrecht einführten.
Im Rahmen der verschiedenen Initiativen der Liga Republicana das Mulheres Portuguesas beteiligte sich De Castilho aktiv an Propagandakampagnen, leitete Versammlungen, sammelte Spenden und neue Mitglieder, gehörte zum Team der von der Liga organisierten Krankenschwestern, arbeitete mit Artikeln über politische Interventionen in der Zeitschrift A Madrugada mit und war Rednerin und Vertreterin der Vereinigung bei öffentlichen Veranstaltungen. Sie bekleidete Führungspositionen wie die der Vizepräsidentin des Vorstands 1912 und der Schatzmeisterin von 1913 bis 1914 und sie arbeitete für die Initiative Obra Maternal der Liga, der Einrichtung zum Schutz von verlassenen Kindern, Waisen, Bettlern oder solchen, die Gefahr liefen, in die Welt des Verbrechens und der Prostitution abzugleiten, und war 1914 und 1915 deren Leiterin.
Nach dem Ausscheiden von Ana de Castro Osório als Präsidentin der Liga Republicana das Mulheres Portuguesas im Jahr 1911 aufgrund von Unstimmigkeiten innerhalb der Vereinigung blieb De Castilho mit ihr befreundet und sie arbeiteten in anderen Projekten und Bewegungen zusammen, wie der Associação de Propaganda Feminista, wo Castilho Sekretärin der Generalversammlung war, oder der Nachfolgeorganisation Empresa de Propaganda Feminista e Defesa dos Direitos da Mulher, wo sie Schatzmeisterin wurde und die Verantwortung für die Herausgabe der Zeitung A Semeadora übernahm.
Angesichts des drohenden Krieges in Europa gründete De Castilho 1914 zusammen mit Ana de Castro Osório, Antónia Bermudes und Maria Benedita Mouzinho de Albuquerque Pinho die Comissão Feminina Pela Pátria. Sie war die erste Einrichtung in Portugal, die Frauen für den Krieg mobilisieren sollte, und führte auf Initiative der Ärztin Sofia Quintino, die die gesamte Aktion koordinierte, die ersten Krankenpflegekurse in Portugal durch, die nicht von und für Nonnen abgehalten wurden. Später, mit Portugals Eintritt in den Ersten Weltkrieg, baute die Präsidentengattin Elzira Dantas Machado die Frauenkommission um und gründete die Cruzada das Mulheres Portuguesas, eine karitative Bewegung, die Soldaten und ihre Familien unterstützte. De Castilho unterstützte die neue Bewegung voll und ganz und veröffentlichte unter anderem das Buch A Mulatinha.
Im Jahr 1907 wurde sie Freimaurerin. Sie gehörte unter dem freimaurerischen Namen „Brites de Almeida“, nach der legendären „Bäckerin von Aljubarrota“, der Freimaurerloge Carolina Ângelo innerhalb der Großloge Grande Oriente Lusitano an.
Ende des Jahres 1916 starb De Castilho an einem Lungenödem. Sie hinterließ keine Kinder. Über ihren Tod wurde in verschiedenen Zeitschriften jener Zeit berichtet, wie A Capital und Diário de Notícias aus Lissabon, A Folha aus Ponta Delgada, wo ihre Freundinnen Alice Moderno die Leiterin und Maria Evelina de Sousa die Sekretärin waren, oder auch in der spanischen Zeitschrift Redencion aus Valencia, wo Ana Carbia Bernal das „Verschwinden einer großen Frau“ beklagte. Verschiedene Freimaurerorganisationen und -logen waren bei ihrer Beerdigung vertreten, Ana de Castro Osório, Antónia Bermudes und Manuel Borges Grainha hielten Reden an ihrem Grab. Sie ist in einem Familiengrab auf dem Cemitério do Alto de São João beigesetzt.